# 勒内·西尔维斯特
勒内·西尔维斯特（1962年9月14日—2021年6月23日），海地律师与法官，曾任海地最高法院首席大法官。

## 生平
西尔维斯特出生于一个工人家庭。在圣马克读完中学后，上了大学并获得法律学位。他一生的大部分时间都献给了海地的正义。 
1993年9月至1994年11月，任圣马克第一法院的专员。1996年，被任命为法官，开始了海地司法机构漫长的职业生涯。1998年6月12日至2004年5月12日，他任圣马克初审法院院长。同年，被任命为海地最高法院法官。2016年2月3日，进入了最高法院高级委员会。2019年2月1日，接受总统若弗内尔·莫伊兹的任命，前去接替儒勒·康塔夫担任海地最高法院首席大法官。
2021年6月23日，因COVID-19逝世于米尔巴莱，享年58岁。